# Медена земя
„Медена земя“ (на македонска литературна норма: „Медена земја“) е македонски документален филм от 2019 година. На кинофестивала в Сънданс през 2019 година печели три награди, сред които Голямата награда на журито, специалната награда на журито за въздействие и промяна и специалната награда на журито за операторско майсторство (всичките награди са от документалната програма). 
Получава две номинации за Оскар на церемонията през 2020 година - за най-добър чуждоезичен филм и за най-добър документален филм. По този начин става вторият филм от държавата Северна Македония, който е номиниран за Оскар. Преди него това прави „Преди дъжда“ още през 1994 година.

## Сюжет
Филмът разглежда живота и работата на Хатидже Муратова - една от последните пчеларки в Бекирлия, което е малко село в Северна Македония. Показани са отношенията и с болната и неподвижна 85-годишна майка и новия и съсед, който води номадски живот. Филмът е сниман в продължение на 3 години и събира над 400 часа филмов материал. Критиците определят филма като сюрреална, но важна история за човешкото страдание, упоритост и взаимоотношенията между хората и природата.